# Astragalus pseudopurpureus
Astragalus pseudopurpureus är en ärtväxtart som beskrevs av Gusul. Astragalus pseudopurpureus ingår i släktet vedlar, och familjen ärtväxter. Inga underarter finns listade i Catalogue of Life.